# Gaia II: La Voz Dormida
Albums de Mägo de Oz
Belfast
(2004) La Ciudad de los Árboles
(2007)
Gaia II: La Voz Dormida est le sixième album studio du groupe de Folk metal espagnol Mägo de Oz. L'album est sorti le 14 novembre 2005 sous le label Locomotive Music. Il s'agit d'un double album.
Cet album est le deuxième opus de la trilogie du groupe. Il s'agit donc de la suite de l'album Gaia qui était sorti en 2003.

## Musiciens
- José Andrëa: Chant
- Frank: Guitare, chant
- Carlitos: Guitare, chant
- Jorge Salán: Guitare
- Pedro Díaz: Basse
- Txus: Batterie
- Mohamed: Violon
- Kiskilla: Claviers
- Fernando Ponce: Flûte traversière

## Liste des morceaux

### CD 1
1. Volaverunt Opus 666 - 4:25
2. La voz dormida - 9:58
3. Hazme un sitio entre tu piel - 4:54
4. El poema de la lluvia triste - 7:52
5. El callejón del Infierno - 5:57
6. El paseo de los tristes - 5:20
7. La posada de los muertos - 4:44
8. Desde mi Cielo - 6:20

### CD 2
1. Íncubos y súcubos - 0:36
2. Diabulus in música - 4:44
3. El Príncipe de la Dulce Pena - 1:35
4. Aquelarre - 9:03
5. Hoy toca ser feliz - 4:19
6. Creo (La voz dormida - Parte II) - 5:15
7. La Cantata del Diablo (Missit me Dominus) - 21:11